# Jacqueline Jacob
Pour une personne mise en cause dans une procédure pénale, voir Affaire Grégory#Marcel et Jacqueline Jacob.
Pour les articles homonymes, voir Jacob (homonymie).
 (juin 2017).
Si vous disposez d'ouvrages ou d'articles de référence ou si vous connaissez des sites web de qualité traitant du thème abordé ici, merci de compléter l'article en donnant les références utiles à sa vérifiabilité et en les liant à la section « Notes et références ».
Jacqueline Jacob (née le 24 décembre 1961 à Kleinmachnow) est une chanteuse et actrice allemande.

## Biographie
Elle étudie à l'académie de musique Hanns Eisler à Berlin-Est. À 19 ans, elle reçoit au festival de nouveaux talents Goldener Rathausmann trois prix (prix de la presse, prix du public et 3e prix du concours général). Dans les années 1980, elle chante avec Power & Emotion, le big band de Jürgen Kratzberger, ainsi qu'avec Horst Krüger. À partir de 1982, elle enregistre des titres pour une diffusion par la radio. En 1983, elle rejoint le groupe Bajazzo puis forme un duo avec Frank Nicolovius, un membre. En 1986, elle joue dans le film So viele Träume de Heiner Carow. En 1986, elle forme son propre groupe qui se dissout en 1988. Plus tard, elle se consacre à plusieurs comédies musicales au Zwickauer Theater. De 1990 à 1995, elle collabore avec Ralf Kalesky. En 1996, elle devient une actrice du théâtre berlinois Theater Fürst Oblomov.

## Source de la traduction
- (de) Cet article est partiellement ou en totalité issu de l’article de Wikipédia en allemand intitulé « Jacqueline Jacob » (voir la liste des auteurs).